# Tambowskoje (Kaliningrad, Bagrationowsk)
Tambowskoje  (russisch Тамбовское, deutsch Vierzighuben bzw. Karlshof, Kreis Preußisch Eylau) ist der gemeinsame Name ursprünglich zweier eigenständiger Orte in der russischen Oblast Kaliningrad (Gebiet Königsberg (Preußen)), die zur Gwardeiskoje selskoje posselenije (Landgemeinde Gwardeiskoje (Mühlhausen)) im Rajon Bagrationowsk (Kreis Preußisch Eylau) gehören.

## Geographische Lage
Tambowskoje liegt 13 Kilometer nördlich der Stadt Bagrationowsk (Preußisch Eylau) an einer Nebenstraße, die von Gwardeiskoje (Mühlhausen) an der russischen Fernstraße A 195 (ehemalige deutsche Reichsstraße 128) über Soldatskoje (Lewitten, auch: Pilgrim) nach Tschechowo (Uderwangen) an der Fernstraße A 196 (ehemalige Reichsstraße 131) führt. Eine Bahnanbindung besteht nicht.

## Geschichte

### Tambowskoje/Vierzighuben (bis 1945)
Der ehedem Vierzighuben genannte Ortsteil von Tambowskoje wurde im Jahre 1874 bei der Errichtung des Amtsbezirks Groß Lauth in ebendiesen eingegliedert. Er lag im Landkreis Preußisch Eylau im Regierungsbezirk Königsberg der preußischen Provinz Ostpreußen. Im Jahre 1910 zählte Vierzighuben 217 Einwohner. 1928 vergrößerte sich der Ort um das Vorwerk Karlshof, das von Schultitten (russisch: Strelnja) nach hier umgemeindet wurde.
Am 14. Mai 1930 wurde Vierzighuben aus dem Amtsbezirk Groß Lauth aus- und in den Amtsbezirk Knauten (heute russisch: Prudki) – 1936 in „Amtsbezirk Mühlhausen“ (Gwardeiskoje) umbenannt – eingegliedert. 1933 zählte Vierzighuben mit Karlshof 329, 1939 bereits 345 Einwohner.

### Tambowskoje/Karlshof (bis 1945)
Das kleine ehedem Karlshof genannte Vorwerk liegt weniger als 1 Kilometer von dem Ortsteil Vierzighuben entfernt. Bis 1928 gehörte es zum Gutsbezirk Schultitten (heute russisch: Strelnja) und kam dann zu Vierzighuben.

### Tambowskoje (seit 1946)
Infolge des Zweiten Weltkrieges kamen die beiden Orte Vierzighuben und Karlshof mit dem nördlichen Ostpreußen zur Sowjetunion und erhielten 1946 den gemeinsamen russischen Namen „Tambowskoje“. Bis zum Jahre 2009 waren sie in den Gwardeiski sowjet (Dorfsowjet Gwardeiskoje (Mühlhausen9)) eingegliedert und sind seither – aufgrund einer Struktur- und Verwaltungsreform – vereinigt und als „Siedlung“ (russisch: possjolok) eingestufte Ortschaft Teil der Gwardeiskoje selskoje posselenije (Landgemeinde Gwardeiskoje) im Rajon Bagrationowsk.

## Kirche
Mit einer überwiegend evangelischen Bevölkerung war Vierzighuben vor 1945 in das Kirchspiel Mühlhausen (heute russisch: Gwardeiskoje) eingepfarrt, Karlshof in das Kirchspiel Kreuzburg (Slaswkoje). Beide gehörten zum Kirchenkreis Preußisch Eylau (Bagrationowsk) innerhalb der Kirchenprovinz Ostpreußen der Kirche der Altpreußischen Union.
Heute ist der kirchliche Bezug von Tambowskoje zu Gwardeiskoje geblieben. Die evangelisch-lutherische Kirchengemeinde dort ist eine Filialgemeinde der Auferstehungskirche in  Kaliningrad (Königsberg) und gehört zur Propstei Kaliningrad der Evangelisch-lutherischen Kirche Europäisches Russland (ELKER).